# Chironomus jonmartini
Chironomus jonmartini är en tvåvingeart som beskrevs av Carl Johan Lindeberg 1979. Chironomus jonmartini ingår i släktet Chironomus och familjen fjädermyggor.
Artens utbredningsområde är Finland. Det är osäkert om arten förekommer i Sverige. Inga underarter finns listade i Catalogue of Life.